# Shiyan (Hubei)
Shiyan is een stad in de gelijknamige prefectuur in het noordwesten van de Chinese provincie Hubei, Volksrepubliek China. Shiyan grenst aan de provincie Shaanxi.
Bij de volkstelling van 2020 had de stad 954.914 inwoners, de gehele prefectuur had 3.209.004 inwoners.